# Młynary Chodzieskie
Młynary Chodzieskie – zlikwidowany przystanek kolejowy we wsi Młynary, w powiecie chodzieskim, w woj. wielkopolskim, w Polsce.